# Topniška ulica, Ljubljana
Topniška ulica je ena izmed ulic za Bežigradom (Mestna občina Ljubljana). Ulica predstavlja povezavo med Dunajsko, Linhartovo in Šmartinsko cesto in je nadaljevanje notranjega cestnega obroča med Šiško in Bežigradom.

## Poimenovanje
Leta 1928 so ulico ob Topniški vojašnici poimenovali kot Topniška ulica. Topniška cesta?

## Urbanizem
Prične se na križišču z Dunajsko cesto in s Samovo ulico, medtem ko se konča v križišču z Vilharjevo in s Šmartinsko cesto.
Odsek med Dunajsko in Linhartovo cesto je dvopasovni, tu jo preči Vojkova cesta. Med Linhartovo in Šmartinsko cesto je ulica štiripasovna (ločuje Zupančičevo jamo in Savsko naselje).

## Javni potniški promet
Po delu Topniške ulice potekata trasi mestnih avtobusnih linij 19B in 19I.  
Na tem odseku je eno postajališče mestnega potniškega prometa.

### Postajališče MPP
| postajališče    | št. linije |
| --------------- | ---------- |
| 102022 Topniška | 19B, 19I   |

| postajališče    | št. linije |
| --------------- | ---------- |
| 102021 Topniška | 19B, 19I   |